# چیکووا

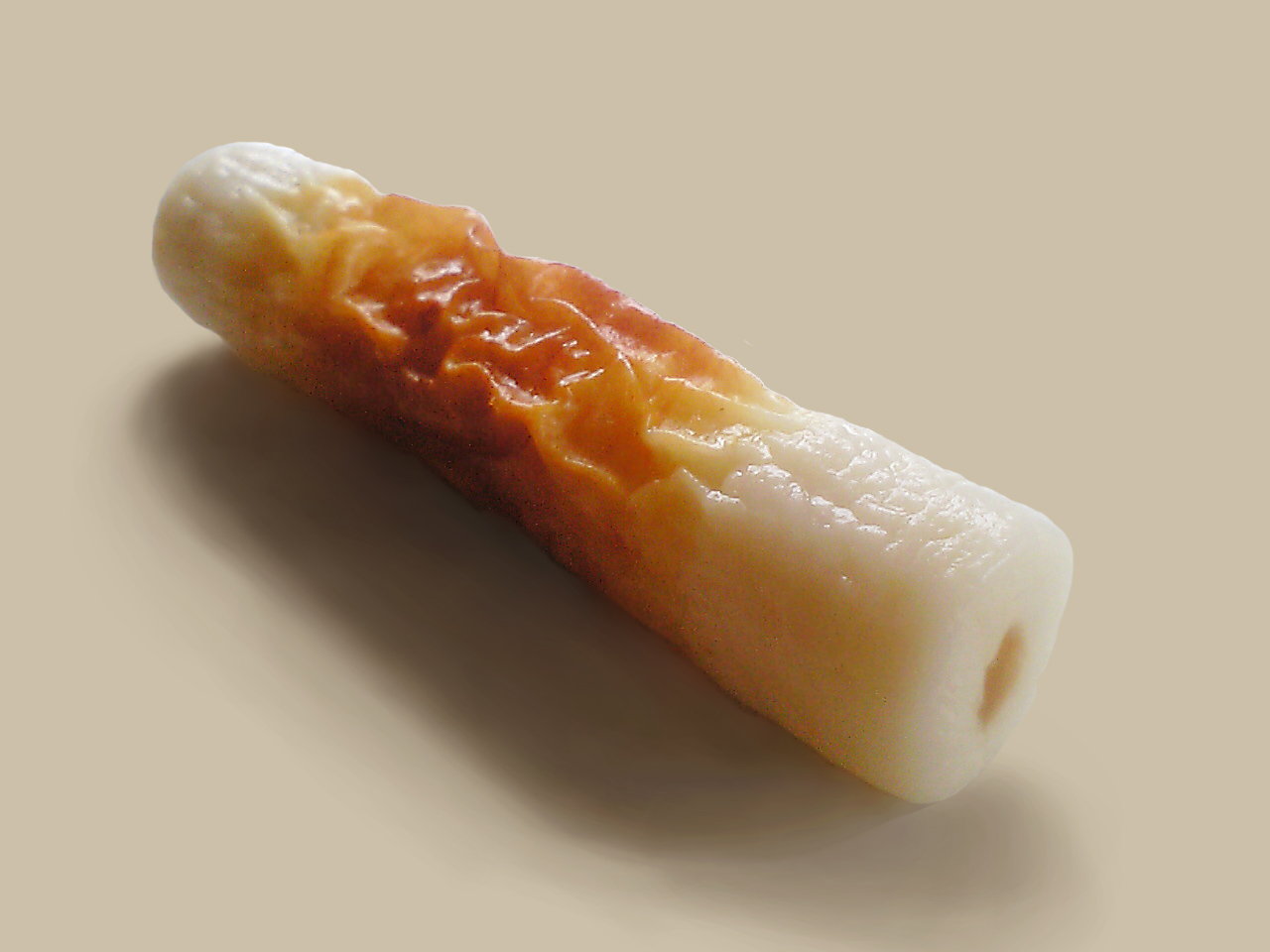
چیکووا

چیکووا (به ژاپنی: 竹輪 ちくわ  Chikuwa) نام یکی از مواد غذایی در آشپزی ژاپنی است. چیکووا سوریمی ماهی است که به دور خیزران پیچانده شده و با حرارت به صورت کبابی در می‌آید. می‌توان آن را با بخارپز کردن نیز تهیه کرد. بعد از جدا کردن چوب خیزران به علت خالی ماندن وسط آن به خیزران شباهت پیدا کرده و به همین علت معنی کانجی آن حلقهٔ خیزران است. چیکووا را می‌توان به همین صورت صرف کرد و همچنین در غذاهایی مانند اودن، انواع غذاهای آب پز، چیراشی‌زوشی، اودون و یاکی سوبا و غیره به عنوان یکی از مواد بکار می‌رود.    